# Jaakko Lepola
Jaakko Lepola (Espoo, 14 de março de 1990) é um futebolista finlandês.